# Augustusstaatsgreep in Moskou
De Augustusstaatsgreep was een poging tot een staatsgreep die in 1991 was opgezet door een groep leden van de regering van de Sovjet-Unie om de macht van het land over te nemen van president Michail Gorbatsjov. De leiders van de staatsgreep waren conservatieve leden van de Communistische Partij van de Sovjet-Unie die tegen het hervormingsprogramma van Gorbatsjov waren en tegen zijn nieuwe voorstel voor een Gemenebest van Onafhankelijke Staten die de macht van de centrale regering zou decentraliseren naar de deelrepublieken. Zij stonden lijnrecht tegenover een korte maar effectieve campagne van burgerlijk verzet in Moskou. Alhoewel de staatsgreep mislukte binnen twee dagen en Gorbatsjov aan de macht bleef, destabiliseerde deze gebeurtenis de Sovjet-Unie en wordt ze beschouwd grotendeels te hebben bijgedragen aan de ondergang van de Communistische Partij en het uiteenvallen van de Sovjet-Unie.
Na de overgave van het Staatscomité van de Noodtoestand - ook bekend als de "Bende van Acht" - beschouwden het Hooggerechtshof van de RSFSR en de president van de Sovjet-Unie Michail Gorbatsjov hun acties als een poging tot staatsgreep.

## Politieke situatie
Sinds Gorbatsjov aan de macht kwam in 1985 streefde hij veel hervormingen na. Met de leuzen perestrojka en glasnost wilde hij de economie en politiek herstructureren en een meer open systeem creëren. Hardliners binnen de Communistische Partij vreesden deze hervormingen omdat minderheden meer te zeggen kregen ten opzichte van de centrale regering. Estland, Letland, Litouwen en Georgië hadden zich al onafhankelijk verklaard van de Sovjet-Unie. Ook verkeerde het land op dat moment in een politieke en economische crisis.
Op 11 december 1990 gaf een van de hardliners, Vladimir Krjoetsjkov, hoofd van de KGB, de opdracht om te onderzoeken wat voor maatregelen er konden worden genomen om de macht te grijpen wanneer de staat van alarm zou worden afgekondigd. Op 29 juli luisterde de KGB een gesprek af tussen Michail Gorbatsjov, de Russische president Boris Jeltsin en de Kazachse president Noersoeltan Nazarbajev. Daarin spraken zij erover hoe zij hardliners als Krjoetsjkov, premier Valentin Pavlov, vicepresident Gennadi Janajev, minister van Binnenlandse Zaken Boris Poego en onderminister van Defensie Oleg Baklanov het beste zouden kunnen vervangen.

## Couppoging

### Isolering Gorbatsjov
Op 20 augustus 1991 zou er een verdrag worden getekend dat de individuele republieken meer autonomie gaf. De samenzweerders besloten dat het daarom tijd was om te handelen. Op 18 augustus had premier Baklanov samen met enkele geestverwanten een ontmoeting met Gorbatsjov op zijn datsja. Tegelijkertijd werden alle communicatielijnen van en naar de datsja verbroken door de KGB. Gewapende agenten kregen de opdracht niemand toe te laten. De bedoeling was om Gorbatsjov de noodtoestand af te laten kondigen of om zelf af te treden ten gunste van vicepresident Janajev.

### Noodtoestand
Gorbatsjov zelf heeft altijd beweerd dat hij niet op het ultimatum is ingegaan. Toch riepen de samenzweerders na hun terugkomst in Moskou de noodtoestand uit voor bepaalde delen van het land en werd er een apart Staatscomité van de Noodtoestand opgericht om leiding te geven aan de overheid tijdens de noodsituatie. Daarin hadden alle acht 
samenzweerders zitting. Janajev ondertekende de verklaring omdat Gorbatsjov daar zogenaamd te ziek voor zou zijn.
Een van de maatregelen was dat alle kranten – behalve de communistische – een verschijningsverbod kregen opgelegd. De Verklaring van het Sovjet-leiderschap werd op 19 augustus uitgezonden. Een gewapende tankdivisie en een infanteriedivisie trokken Moskou binnen.

### Boris Jeltsin
Het plan was ook om de Russische president Jeltsin gevangen te nemen wanneer hij terugkeerde van zijn bezoek aan Kazachstan. Deze opzet mislukte. Jeltsin verscheen op 19 augustus om 9:00 bij het Russische parlementsgebouw en stelde dat er een onwettige coup was gepleegd. Hij riep het leger op niet deel te nemen aan de coup. Ook bevatte zijn verklaring een oproep tot een massale staking met als doel te eisen dat Michail Gorbatsjov het land zou toespreken.
Burgers trokken naar het Russische parlementsgebouw. Om 16:00 kondigde Gennady Janajev nu ook de noodtoestand af voor Moskou. Majoor Vladimir Jevdokimov van het tankbataljon dat belast was met de verdediging van het Russische parlementsgebouw verklaarde zich echter loyaal aan Jeltsin. Staande op een tank sprak de Russische president de menigte toe.

### Afgeblazen aanval

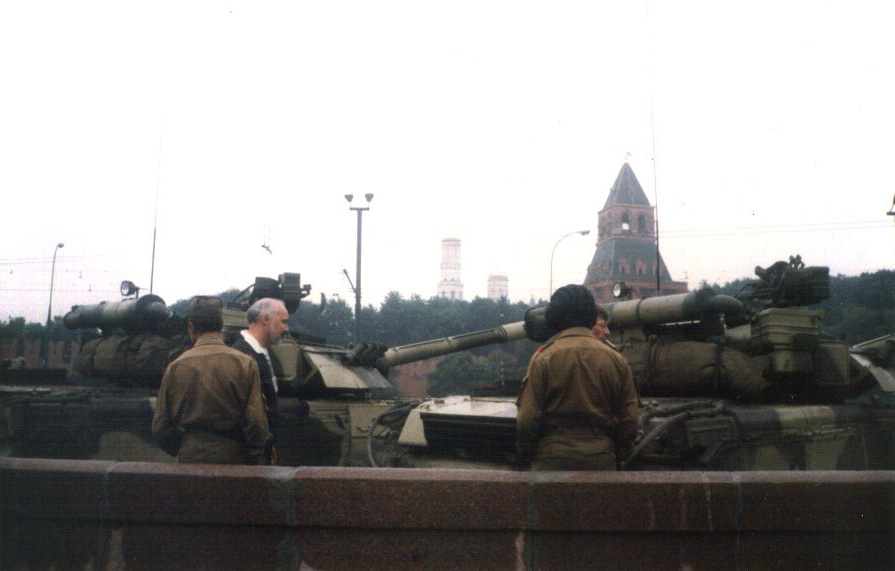
Tanks op het Rode Plein tijdens de staatsgreep

In de namiddag van 20 augustus besloten Krjoetsjkov en Poego tot een aanval op het parlementsgebouw. De verdediging daarvan werd verzorgd door troepen die loyaal waren aan Jeltsin. De gewone Moskovieten sloten zich bij de mensen van Jeltsin aan en richtten op de toegangswegen naar het Witte Huis barricaden op, bestaande uit stadsbussen en alles wat maar aan te slepen viel of losgerukt kon worden. Na korte schermutselingen tussen troepen die op weg waren naar het parlementsgebouw voor de aanval en burgers besloten de eersten de aanval niet door te zetten en aan het begin van de avond trokken de eerste troepen zich uit Moskou terug.

### Arrestatie coupplegers
Intussen vlogen de coupplegers weer naar de Krim, naar de datsja van Gorbatsjov. Die weigerde hen echter te ontmoeten en toen de communicatielijnen weer waren hersteld herriep hij alle maatregelen die door hen genomen waren. Gorbatsjov vloog naar Moskou. Ook de coupplegers kozen hiervoor, maar zij werden in de dagen daarna allemaal gearresteerd. De straffen waren laag. De meesten zaten slechts enkele maanden vast en kregen amnestie van de Doema in 1994. Alleen generaal Valentin Varennikov weigerde amnestie; in 1994 werd hij door het Russische Hooggerechtshof vrijgesproken. Poego pleegde samen met zijn vrouw zelfmoord.

## Gevolgen
Michail Gorbatsjov stapte op 24 augustus op als hoofd van de Communistische Partij. Een dag later verklaarde Boris Jeltsin dat al het bezit van de partij, inclusief het hoofdkwartier, scholen en hotels, zou worden genationaliseerd.
Door de ontstane vrijheid, en het proces dat al langer in gang was gezet, verklaarden in de daaropvolgende maanden en weken alle republieken zich onafhankelijk van de Sovjet-Unie, in de meeste staten door middel van een referendum. Op 25 december kondigde Gorbatsjov zijn terugtreden als Secretaris-generaal van de Communistische Partij van de Sovjet-Unie aan. Daarmee hield de Sovjet-Unie feitelijk op te bestaan.